# Indometacin
Indometacin ist ein Analgetikum aus der Gruppe der nichtsteroidalen Antirheumatika.

## Übersicht
Indometacin wird vorwiegend zur symptomatischen Therapie bei rheumatischen Erkrankungen (beispielsweise Rheumatoide Arthritis, Morbus Bechterew), zur Prophylaxe gegen periartikuläre Ossifikation (PAO) bei Hüftgelenksoperationen sowie beim akuten Gichtanfall angewendet. Dabei entsprechen sich 50 mg Indometacin und 600 mg Acetylsalicylsäure in ihrer Wirkungsstärke. Weitere Anwendungsgebiete sind die Behandlung der episodischen und der  chronischen paroxysmalen Hemikranie und der Hemicrania continua. Für diese Kopfschmerzerkrankungen ist die Wirksamkeit von Indometacin ein Diagnosekriterium.
Indometacin ist ein nichtselektiver Inhibitor der Cyclooxygenasen (COX-1 und COX-2).
Bei chronischer Gabe ist eine deutliche Zunahme der Nebenwirkungen, auch auf das zentrale Nervensystem, zu verzeichnen, die zum Absetzen der Substanz zwingen kann.
Dank seiner hemmenden Wirkung auf die Prostaglandinsynthese wird Indometacin auch sehr erfolgreich zum medikamentösen Verschluss eines persistierenden Ductus arteriosus bei Frühgeborenen eingesetzt.
Als Nebenwirkungen sind bekannt bei 10 bis 30 Prozent der Patienten:
- Magen-Darm-Störungen (Ulzera)
- Kopfschmerzen
- Schwindelgefühle
- psychische Veränderungen
- Übelkeit
- Druckgefühl in der Magengegend
- Appetitlosigkeit

Durch Gabe von Zäpfchen können die gastrointestinalen Beschwerden verringert werden.
Kombinatorische Wechselwirkungen bestehen zwischen Indometacin und Probenecid als Erhöhung der Indometacinwirkung sowie mit Glukagon.
Die mittlere Plasmahalbwertszeit wird auf etwa 4,5 Stunden geschätzt, wobei sowohl renal als auch biliär ausgeschieden wird.
Die maximale Serumkonzentration wird nach ein bis zwei Stunden erreicht.
Indometacin ist Mittel der Wahl beim akuten Gichtanfall.

## Geschichte
Die US-amerikanische Firma Merck, Sharp & Dohme forschte seit 1953 unter Aufsicht von Charles A. Winter nach neuen Analgetika. Als 1958 die Strukturen von Tryptophan und Serotonin aufgeklärt wurden, synthetisierte der Entwicklungsleiter Tsung H. Shen ca. 2500 Indolderivate. Darunter war Indometacin, das sich 1960 pharmakologisch als Erfolg erwies. Die klinische Wirksamkeit wurde 1961 belegt und 1965 fand die Markteinführung statt.

## Physikalische Eigenschaften
Die Verbindung tritt in zwei polymorphen Kristallformen auf. Die α-Form schmilzt bei 148 °C mit einer Schmelzenthalpie von 31,36 kJ·mol−1, die γ-Form bei 154 °C mit 36,17 kJ·mol−1. Beide Formen stehen monotrop zueinander, wobei die γ-Form die thermodynamisch stabilere ist. Die Löslichkeiten in Wasser bei 35 °C betragen für die α-Form 8,7 mg·l−1 bzw. für die γ-Form 6,9 mg·l−1. Bei der β-Form handelt es sich um ein, durch Kristallisation aus Benzol erhaltenes 1:1-Solvat mit diesem Lösungsmittel.

## Analytik
Die zuverlässige quantitative Bestimmung in Untersuchungsmaterialien wie z. B. Serum, Plasma oder Urin gelingt nach adäquater Probenvorbereitung durch den Einsatz der Koppelung von chromatographischen Verfahren mit der Massenspektrometrie. Durch die Häufigkeit der Anwendung von Indometacin-Präparaten findet sich Indometacin inzwischen auch im Wasser von Flüssen wieder.

## Handelsnamen
Monopräparate: Amuno (D), Elmetacin (CH), Indocid (A, CH), Indocolir (D), Indophtal (CH), Indo-paed (D), Indo Top (D), Indomet Schmerzspray (D), Indobene (A), Luiflex Spray (A), diverse Generika (D, CH)